# 香蒲属

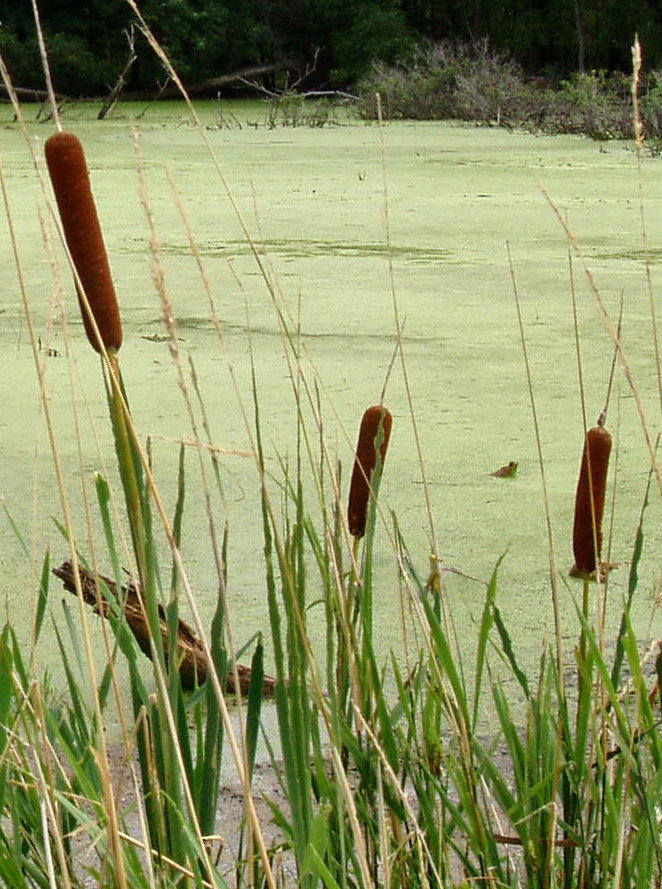

香蒲属是一个小属，有30种，分布在全球除南非以外的几乎所有地区，但大部分种类生长在北半球，主要生长在湿地环境中。
香蒲属植物一般能生长到1-7米高，但有的品种如小香蒲（T. minima）只有0.5-1米高，叶细长，互生；有块茎，平行生长；花生长在花茎顶端，单性，密生，风媒，雄花生在雌花棒顶上，雌花棒有10-40厘米长，1-4厘米粗；种子细小，约0.2毫米长，有毛，可以随风散落。

## 主要品种
- 水烛 Typha angustifolia
- Typha angustifolia x T. latifolia
- 香蒲 Typha domingensis
- 宽叶香蒲 Typha latifolia
- 无苞香蒲 Typha laxmannii
- 小香蒲 Typha minima
- 东方香蒲 Typha orientalis
- Typha muelleri[3]
- 毛蜡烛 Typha shuttleworthii
- 球序香蒲 Typha pallida

## 生态和经济价值
香蒲属植物一般密生在湖岸、沼泽地和水边，具有水土保持的功能，也是许多水生鸟类的栖息地。许多品种的地下茎可以作为蔬菜食用，含有丰富的纤维素，也可以生产酒精，其毛棒可以用来填充枕头。